# Richard Weiner
Richard Weiner (ur. 6 listopada 1884 w Pisku, zm. 3 stycznia 1937 w Pradze) – czeski poeta, prozaik i publicysta.

## Życie
Urodził się w rodzinie właściciela małej fabryczki. W 1902 ukończył gimnazjum, a cztery lata później studia chemiczne. Zmobilizowany, walczył podczas pierwszej wojny światowej na froncie serbskim. Przeżył załamanie nerwowe, wskutek czego został odtransportowany na tyły, a w roku 1915 zwolniono go ze służby wojskowej. Obrał zawód dziennikarza i publicysty, zatrudnił się w redakcji dziennika „Lidové noviny”, później przez wiele lat był jego korespondentem w Paryżu. Długoletni pobyt we Francji, gdzie związał się z surrealizującą grupą „Le Grand Jeu” (Wielka Gra), nie pozostał bez wpływu na jego twórczość. Zmarł w Czechosłowacji, dokąd wrócił mniej więcej na rok przed śmiercią. Weiner miał silne poczucie absurdu egzystencji, a także obcości, osamotnienia i wyalienowania. Jak pisze J. Chalupecký, „Żyd wśród chrześcijan, Czech wśród Francuzów, poeta wśród ludzi praktycznych, kawaler wśród ojców rodzin, homoseksualista wśród heteroseksualistów – czuł się człowiekiem niepotrzebnym”.

## Twórczość
Dzieło Weinera charakteryzuje się ogromną oryginalnością, na tle literatury czeskiej pozostaje zjawiskiem osobnym i wyjątkowym, czego nie zmienia fakt obecności w nim pokrewieństw z surrealizmem i zwłaszcza ekspresjonizmem, a także z filozofią egzystencji.
Weiner wywarł wpływ na późniejszych twórców czeskich, zwłaszcza na poetów Grupy 42 (Jiří Kolář, Ivan Blatný). 

## Książki
- Pták, 1913, poezja
- Usměvavé odříkání, 1916, poezja
- Netečný divák, 1917, tom opowiadań
- Rozcestí, 1918, poezja
- Lítice, 1918, tom opowiadań
- Třásničky dějinných dnů, 1919, felietony
- Škleb, 1919, tom opowiadań
- Mnoho nocí, 1928, poezja
- Zátiší s kulichem, herbářem a kostkami, 1929, poezja
- Lazebník, 1929, proza
- Mezopotamie, 1930, poezja
- Hra doopravdy, 1933, dwie opowieści

## Recepcja polska
- Sobowtóry, przeł. Andrzej Piotrowski, Warszawa 1968
- Gra na serio, przeł. Maryna Miklaszewska, Warszawa 1984
- Martwa natura z pójdźką…, przeł. Józef Waczków, Kraków 1989

## Literatura
- Jindřich Chalupecký, Richard Weiner, Praha 1947
- Jindřich Chalupecký, Expresionisté, Praha 1992
- Jindřich Chalupecký, Richard Weiner i ekspresjonizm czeski, przeł. Józef Waczków. „Literatura na Świecie" 1978, nr 12
- Leszek Engelking, Gra na serio (garść luźnych uwag na marginesie polskiego wyboru wierszy Richarda Weinera). “Literatura na Świecie” 1989, nr 5-6
- Marie Langerová, Weiner, Brno 2000
- Maryna Miklaszewska, Wstęp [do:] R. Weiner, Gra na serio, Warszawa 1984
- Andrzej Piotrowski, Przedmowa [do:] R. Weiner, Sobowtóry, Warszawa 1968
- Karel Srp, Nepovědomé body. Josef Šíma, Richard Weiner a skupina Le Grand Jeu. Umění, 2004, vol. 52, nr. 1.
- Józef Waczków, Posłowie [do:] R. Weiner, Martwa natura z pójdźką…, Kraków 1987